# 20584 Brigidsavage
A 20584 Brigidsavage (ideiglenes jelöléssel 1999 RP159) a Naprendszer kisbolygóövében található aszteroida. A LINEAR projekt keretében fedezték fel 1999. szeptember 9-én.